# Christian Friedrich Schultze

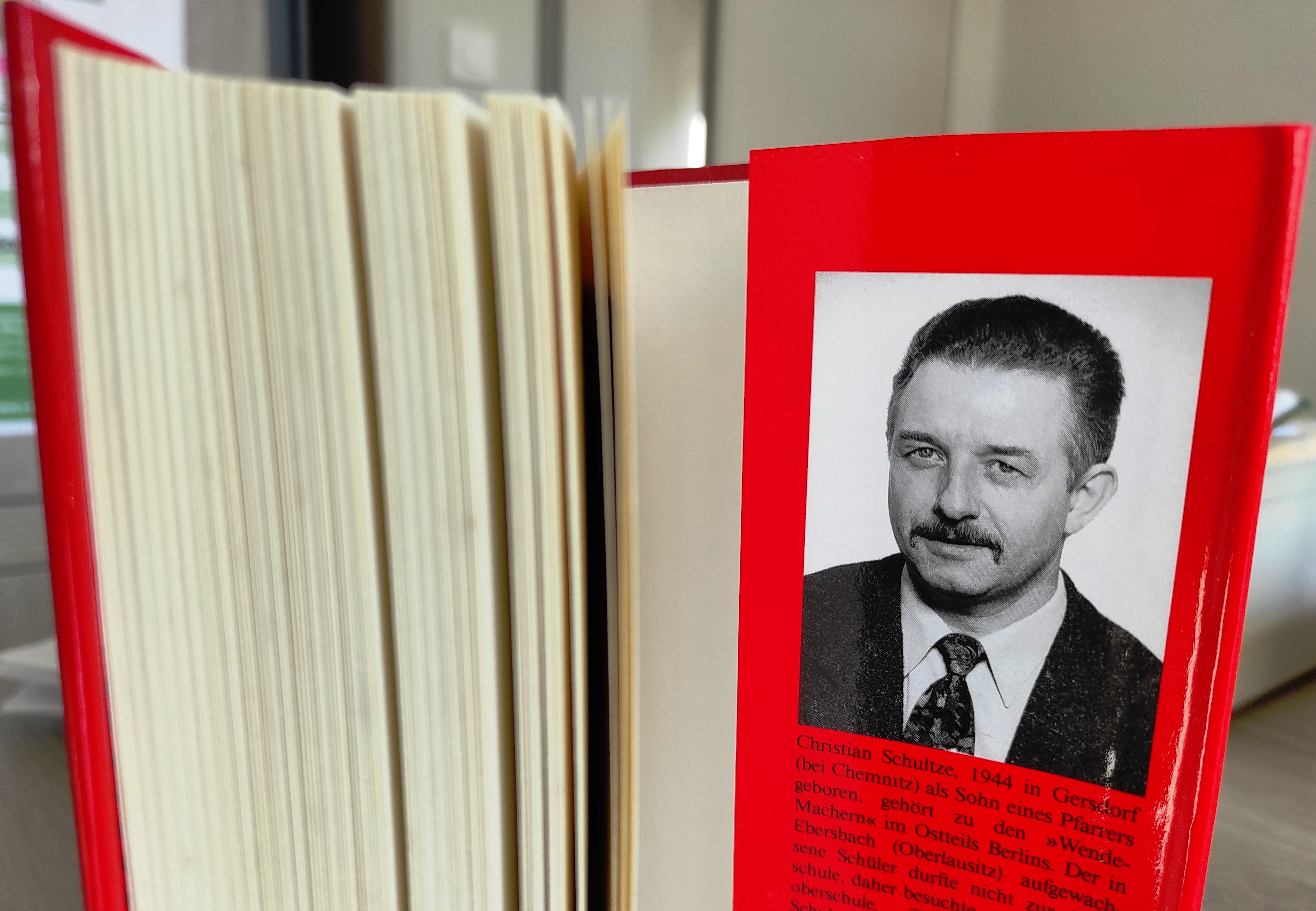
Schutzumschlag mit Porträtfoto von Christian F. Schultzes Erfahrungsbericht „Nachtmahre“ (1991)

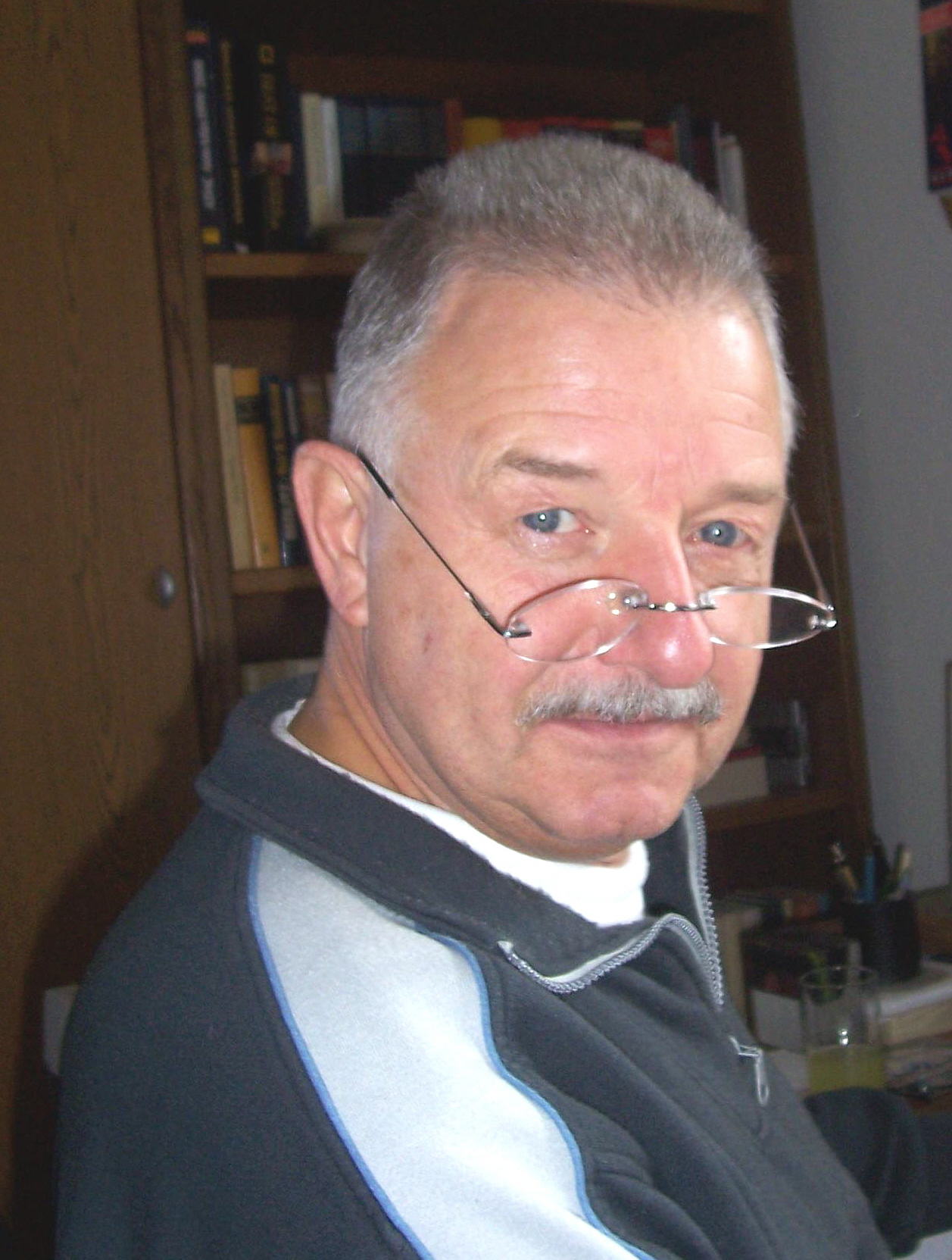
Christian F. Schultze

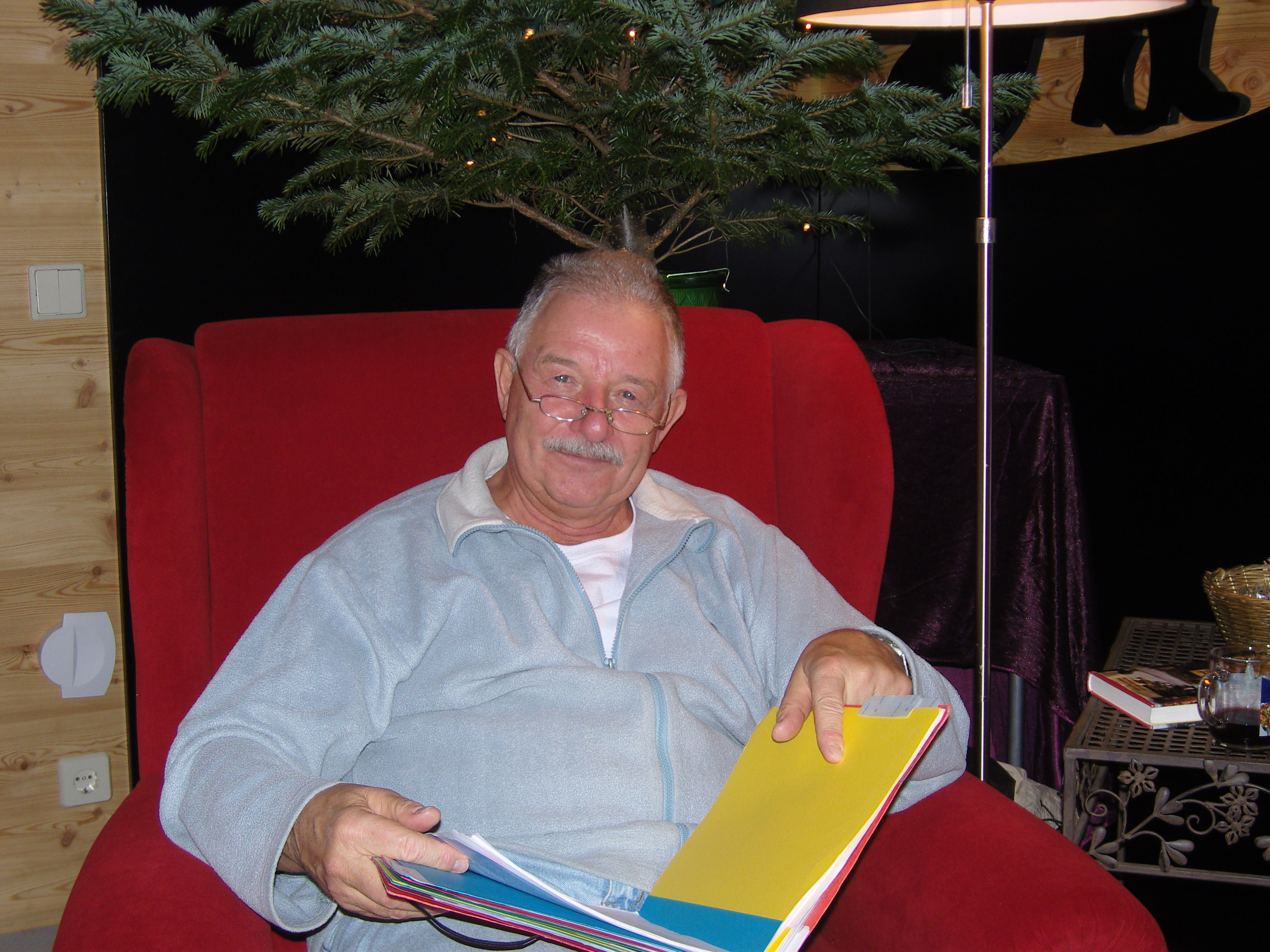
Schultze liest auf dem Striezelmarkt 2011 Weihnachtsgeschichten

Christian Friedrich Schultze (* 9. Januar 1944 in Gersdorf; † 14. Juli 2024) war ein deutscher Politiker der SPD, später Mitglied der AfD und Buchautor.

## Beruflicher Werdegang
Der Sohn eines evangelischen Pfarrers lebte bis zu seinem neunten Lebensjahr in Gersdorf und besuchte dort zunächst die Grundschule. Anschließend absolvierte er die restliche Schulzeit bis 1960 in Ebersbach/Sachsen in der Oberlausitz. Danach erlernte Schultze bis 1962 den Beruf eines Tischlers. Im Anschluss daran gehörte er zum ersten Jahrgang der Wehrpflichtigen in der DDR, Schultze leistete im Rahmen der Einführung der allgemeinen Wehrpflicht in der Nationalen Volksarmee von 1962 bis 1964 seinen 18-monatigen Grundwehrdienst. Danach nahm er in Dresden ein Studium für Holztechnik auf, welches er im Jahr 1967 als Ingenieur beendete. Nach seinem Ingenieursstudium war Schultze zunächst in Betrieben des Bauwesens und des Handels tätig. Berufsbegleitend nahm er in den 1970er Jahren ein Fernstudium der Finanzwirtschaft und Rechtswissenschaften auf, das er 1984 als Diplom-Jurist abschloss. Ab 1988 bis zu seiner Wahl als Volkskammerabgeordneter war Schultze im DDR-Handelsministerium tätig, wo er als Hauptbuchhalter des ministeriumseigenen Abrechnungsunternehmens wirkte. Nach seinem Intermezzo in der Politik war Schultze ab 1991 als zugelassener Rechtsanwalt tätig, zunächst in Kanzleien in Ebersbach und Zittau, später in Dresden. Ab 2005 lebte Christian F. Schultze als freier Autor in Pulsnitz.

## Politischer Werdegang
Bis zum Jahr 1989 parteilos trat Schultze im September 1989 zunächst in das Neue Forum ein. Bereits im Oktober 1989 wurde er Mitglied der gerade eben gegründeten Sozialdemokratische Partei (SDP). Im Dezember 1989 wurde Schultze zum SPD-Kreisvorsitzenden von Berlin-Weißensee gewählt, diese Funktion hatte er bis März 1990 inne. Zu den ersten freien Volkskammerwahlen kandidierte Schultze im Wahlkreis 1 (Berlin) auf Listenplatz 4. Da die SPD dort 11 Mandate errang, wurde Schultze Abgeordneter der letzten Volkskammer. Innerhalb der SPD-Volkskammerfraktion wählten die SPD-Abgeordneten Schultze zum Parlamentarischen Geschäftsführer. Nach dem Ende der Volkskammer gehörte Schultze zu den 144 Abgeordneten, die in den 11. Deutschen Bundestag übernommen wurden. Auch dort agierte Schultze bis zum 20. Dezember 1990 als Parlamentarischer Geschäftsführer der SPD-Fraktion. Für den 12. Bundestag kandidierte Schultze erfolglos.
Im Jahr 2004 trat er wegen der Agenda 2010 aus der SPD aus. Am 18. August 2009 wurde Schultze vom Pulsnitzer Stadtrat für vier Jahre zum Friedensrichter der Verwaltungsgemeinschaft Pulsnitz bestellt. Ab 2018 war er Mitglied der AfD. Im Jahr 2019 wurde er als AfD-Kandidat zur Landtagswahl in Sachsen aufgestellt. Dabei erreichte er im Wahlkreis Bautzen 2 mit 30,4 % die zweitmeisten Erststimmen hinter dem Wahlkreissieger Aloysius Mikwauschk von der CDU.

## Werke
- Nachtmahre – Alpträume vom Sex, Suff und Sozialismus. Bericht eines ehemaligen Volkskammer- und Bundestagsabgeordneten, Tykve, Böblingen 1991, ISBN 3-925434-49-6.
- Das ERGOS-Projekt. edition nove, 2008, ISBN 9783852513300.
- Morgenrosa – Eine doppelte Desillusionierung. Geschichte der so genannten Wende in der DDR; 2. Band der Trilogie seiner Erzählung über einen Opportunisten Mitteldeutschlands; edition nove, ISBN 9783852516097.
- Brainrise – Aufstieg des Bewusstseins. novum eco, ISBN 3990072188.
- Kairos – Die vertane Chance. Eine Gegenwartsfiktion, united p.c., 2012, ISBN 9788490390504.
- Weißer Stein – Ein Oberlausitzer Mordprozess ohne Leiche. Kriminalreport, BAR, 2013, ISBN 9783944515311.
- Wenn die Liebe hinfällt… – Geschichten vom Beziehungscrash. BAR, 2015, ISBN 9783944515519.
- „Westdämmerung“ – Die Geschichte eines Untergangs 3. Band der Trilogie von der Wiedervereinigung bis zum Tod des Protagonisten, neobooks 2017, ISBN 978-3-7427-9593-9.
- Kyttaro – Keim des Lebens – Verschwörungstheorien, Menschheitsgeschichte, moderne Wissenschaft und Weltpolitik novum, 2023, ISBN 978-3-99146-115-9.